# Albin Louchard
Pas d'image ? Cliquez ici

a Compétitions nationales et continentales officielles uniquement.

Dernière mise à jour le 7 avril 2020.
Albin Louchard, né le 19 février 1987 à Vienne (Isère), est un joueur français de rugby à XV qui évolue au poste de deuxième ligne.

## Carrière
- Jusqu'en 2006 : CS Vienne[réf. nécessaire]
- 2006-2015 : CS Bourgoin-Jallieu
- 2015-2017 : US bressane
- 2017-2020 : CS Vienne

## Palmarès

### En club
- Champion de France Reichel : 2006, 2007[réf. nécessaire]

### En équipe nationale
- Équipe de France universitaire 2008 : 2 sélections (Angleterre. Irlande)[réf. nécessaire]
- Équipe de France universitaire 2007 : 1 sélection (Pologne)[réf. nécessaire]
- Équipe de France -21 : 1 sélection (pays de Galles)[réf. nécessaire]
- Équipe de France -19 ans[réf. nécessaire] :
  - Participation au championnat du monde 2006 à Dubaï, 2 sélections (Irlande, Angleterre), et  2005 en Afrique du Sud, 3 sélections (Géorgie, Roumanie, Pays de Galles) et 1 essai[réf. nécessaire]
  - 3 sélections en 2005-2006[réf. nécessaire]
- Équipe de France -18 ans : 2 sélections en 2005 (pays de Galles, Écosse)[réf. nécessaire]